# Hypericum pruinatum
Hypericum pruinatum är en johannesörtsväxtart som beskrevs av Pierre Edmond Boissier och Bal.. Hypericum pruinatum ingår i släktet johannesörter, och familjen johannesörtsväxter. Inga underarter finns listade i Catalogue of Life.